# Mesalina martini
Mesalina martini – gatunek jaszczurki z rodziny jaszczurkowatych (Lacertidae). Zamieszkuje wybrzeża Morza Czerwonego i Zatoki Adeńskiej w Jemenie, Egipcie, Sudanie, Erytrei, Etiopii, Somalii oraz Dżibuti. Występuje na nadmorskich wydmach wśród roślinności halofilnej, często w ujściach wadi.